# Asker Beck
Asker Beck Jensen (født 7. juli 2003) er en dansk fodboldspiller, der spiller som midtbanespiller for den danske Superliga klub Viborg FF

## Karriere

### AGF
Beck er født og opvokset i Skanderborg og startede sin fodboldkarriere som ungdomsspiller i FC Skanderborg, før han senere skiftede til AGF.
I sommeren 2022 begyndte Beck at træne regelmæssigt med førsteholdstruppen. Derfra gik der ikke lang tid, før han fik sin officielle debut. Den 3. april 2021 fik han sine første minutter, da han blev skiftet ind i pokalsejren mod BK Frem. I april 2022 fik han sin debut i Superligaen mod Vejle Boldklub.

### Kolding IF
Den 31. januar 2023 blev Beck solgt til 2. divisionsholdet Kolding IF. I løbet af hans første 6 måneder i klubben spillede han 16 kampe, hvilket hjalp Kolding med at oprykke til 1. Division.